# Франц Ото (Брауншвайг-Люнебург)
Франц Ото (на немски: Franz Otto; * 20 юни 1530, † 29 април 1559) от род Велфи, е херцог на Брауншвайг и Люнебург и от 1555 до 1559 г. княз на Люнебург.

## Живот
Той е първият син и наследник на херцог Ернст I (1497 – 1546) и София фон Мекленбург-Шверин (1508 – 1541), дъщеря на херцог Хайнрих V от Мекленбург (1479 – 1552).
На 5 февруари 1559 г. той се жени в Кьолн за Елизабет Магдалена фон Бранденбург (* 6 ноември 1537, † 1 септември 1595), дъщеря на курфюрст Йоахим II фон Бранденбург (1505 – 1571) и втората му съпруга Ядвига Ягелонка (1513 – 1573), дъщеря на полския крал Зигмунт I Стари. Той умира същата година от едра шарка. Бракът е бездетен. Франц Ото е погребан в княжеската гробница на църквата „Св. Мария“ в Целе.